# Nicolas Bazire
Nicolas Bazire, född 2000, är en fransk travtränare och travkusk. Han tog karriärens hittills största seger i 2022 års upplaga av Prix d'Amérique tillsammans med Davidson du Pont. Han är son till travtränaren och kusken Jean-Michel Bazire.

## Karriär
Bazire har till februari 2022 kört ca 1100 lopp och tagit 130 segrar. Som son till en av Frankrikes mest framgångsrika travtränare och kuskar, Jean-Michel Bazire kom Nicolas Bazire tidigt in i travsporten.
Då Bazire segrade tillsammans med Davidson du Pont i 2022 års upplaga av Prix d'Amérique, blev han den yngste kusken någonsin att segra i loppet.

### Drivningar
Bazire har blivit hårt kritiserad för sina hårda drivningar. I 2022 års upplaga av Prix de Belgique, då han körde Davidson du Pont, och ett par veckor senare i 2022 års upplaga av Prix d'Amérique med samma häst. I Prix de Belgique galopperade dock Davidson du Pont efter för hård drivning. Svensk Travsports VD Maria Croon kommenterade drivningen med att den ligger långt bort från vad det svenska reglementet skulle tillåta.